# Келтски езици
Келтските езици са група индоевропейски езици, за които се смята, че са произлезли от общ протокелтски език. През 1 хилядолетие пр.н.е. те се говорят в голяма част от Европа, от Бискайския залив и Северно море до Балканския полуостров и Галатия в Мала Азия.
Днес келтските езици се говорят в ограничени области в западната периферия на Европа (Британските острови и полуостров Бретан), както и от отделни общности в Източна Канада, Патагония, Съединените щати и Австралия. Ирландският език е единственият келтски език, който е официален (в Ирландия), макар че се говори от малка част от населението.
Келските езици се разделят на 4 подгрупи:
- галски езици, сред които галски, лепонтийски и галатийски
- келтиберийски език, говорен в древността в северната част на Пиренейския полуостров
- гойделски езици, включват ирландски, шотландски келтски и мански
- бритски езици, включват уелски, бретонски, корнски, кумбрийски, пиктски и хипотетичния ивернийски

Съществуват две основни хипотези за класифицирането на келтските езици. Според едната те се разделят на P-келтски (галски и бритски езици) и Q-келтски (келтиберийски и гойделски езици), а според другата – на континентални (галски и келтиберийски езици) и островни (бритски и гойделски езици).